# Вихвостівська сільська громада
Вихвостівська сільська об'єднана територіальна громада — колишня об'єднана територіальна громада в Україні, в Городнянському районі Чернігівської області. Адміністративний центр — село Вихвостів.
Утворена 20 лютого 2019 року шляхом об'єднання Вихвостівської, Івашківської та Куликівської сільських рад Городнянського району.
12 червня 2020 року громада ліквідована, Вихвостівська, Івашківська та Куликівська сільські ради увійшли до складу Тупичівської ОТГ.
Рішення було прийняте всупереч волі жителів Вихвостіва.

## Населені пункти
До складу громади входили 6 сіл: Вихвостів, Довге, Івашківка, Куликівка, Перше Травня та Розвинівка.